# Territori de Memel

Mapa històric del territori de Memel i part nord de la Prússia Oriental.

El territori de Memel (en alemany: Memelland o Memelgebiet ) o regió de Klaipėda (lituà: Klaipėdos kraštas), la part més septentrional de l'antic II Reich, va ser definit en el Tractat de Versalles de 1920. Els anys següents, aquest territori de tan sols 140 km de llarg i 20 km d'ample, situat més al nord del riu Niemen, canvià molt sovint d'administració. En funció dels acords de pau de París, aquest territori fou declarat internacional i posat sota el control d'un Consell d'ambaixadors. El 1923 fou ocupat per Lituània. El 1939 fou annexionat novament al III Reich alemany. El 1946 passa a la Unió Soviètica. Finalment, amb la recuperada independència de Lituània el 1991 n'és part integrant. La frontera, que va ser establerta en el Tractat de Versalles al llarg del riu Niemen, roman encara ara com a frontera internacional entre Lituània i l'óblast de Kaliningrad, aquesta sota sobirania russa.

## Història

### Cronologia
| Cronologia del territori amb els seus canvis de control | |
| pre-1252                                                | Tribus dels escalvians i curonians |
| 1252-1525                                               | Orde Livonià i Estat Monàstic dels Cavallers Teutònics (també Estat Monàstic de Prússia)                                                               |
| 1525-1657                                               | Ducat de Prússia, un feu de la Mancomunitat Poloneso-lituana (en unió personal amb Prússia i Brandenburg des del 1618)                                 |
| 1657-1701                                               | Ducat de Prússia, un Estat sobirà en unió personal amb Brandenburg, un feu del Sacre Imperi Romanogermànic (anomenat conjuntament Brandenburg-Prússia) |
| 1701-1871                                               | Regne de Prússia |
| 1871-1918                                               | Regne de Prússia, part de l'Imperi alemany (II Reich)                                                                                                  |
| 1918-1920                                               | Estat Lliure de Prússia, part de la República de Weimar                                                                                                |
| 1920-1923                                               | Conferència d'Ambaixadors |
| 1923-1939                                               | República de Lituània |
| 1939-1945                                               | Alemanya Nazi (III Reich) |
|                                                         | |
| 1945-1990                                               | RSS de Lituània, part de la Unió Soviètica |
| 1990-present                                            | República de Lituània |

### Orígens
El territori originalment estava poblat per tribus escalvianes i curonianes. Cap al 1252 fou conquerit pels cavallers teutònics, els quals edificaren un castell que donaria lloc a la població ("el castell de Memel", també anomenat Memelburg) i la ciutat de Memel (ara Klaipėda). El 1422 en funció del Tracat de Melno, es va establir la frontera entre Prússia i Lituània que subsistirà inalterable fins al 1918 amb la fi de la Gran Guerra.
El 1918 aquesta regió estava poblada majoritàriament per alemanys. Els altres grups ètnics eren els lituans prussians (anomenats Lietuvininsk) i lituans. Durant la seva pertinença a l'Alemanya guillerminiana el territori de Memel formava part de l'anomenat Districte de Gumbinnen.

### Tractat de Versalles

Bandera del territori de Memel des del 1919 fins al 1924 i de facto fins al 1939.

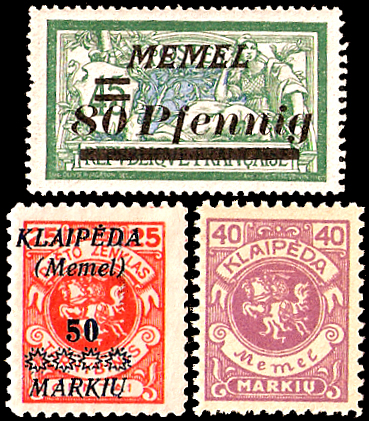
Segells postals de la regió de Klaipėdona en ús entre 1920-1925. El segell superior és francès sobreescrit en alemany "MEMEL". Els altres segells són lituans, un sobreescrit en lituà i alemany, i l'altre sense. L'últim va ser emès especialment per a ús dins de la regió.

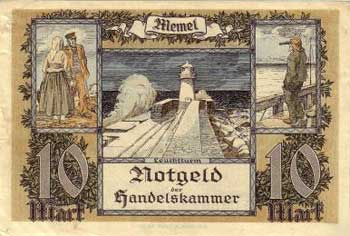
Bitllet de banc d'emergència emès i utilitzat el 1922 a Memel (www.Germannotes.com).

Les fronteres orientals de Prússia (des del 1871, part de l'Imperi alemany), que havien romàs inalterades des del Tractat de Melno del 1422, foren objecte de gran discussió durant els debats de la conferència de pau de París. Al mateix moment Lituània i Polònia aconseguien la seva independència. Pel que fa al Territori de Memel ambdós països estaven d'acord que aquesta regió no havia de tornar a formar part d'Alemanya. De fet, amb l'Acta de Tilsit, del 30 de novembre del 1918, el Consell Nacvional de la Lituània menor que representava els habitants lituans del Territori, establien que tant la regió com la zona de Vilnius havien de formar part del nou estat lituà. Tanmateix, la majoria dels lituans prussians no volien unir-se a Lituània tot i que els lituans prussians no formaven la majoria de la població.
La divisió de Prússia també fou promoguda pel representant polonès Roman Dmowski, que actuava sota les directrius de Józef Piłsudski, a Versalles: el propòsit era donar la part inferior del riu Niemen i el seu delta, que estaven localitzats a Alemanya i denominat com a riu Memel, a Lituània. D'aquesta manera proporcionaria accés al mar Bàltic, mentre que Lituània pròpiament dita formaria part de Polònia. El primer ministre francès, Georges Clemenceau, donava suport a aquests plans.
Finalment, l'article 99 del Tractat de Versalles establia que Alemanya «renuncia a favor de les principals potències aliades i associades a tots els drets i títols sobre els territoris compresos entre la mar Bàltica, la frontera nord-est de la Prússia Oriental descrita a l'article 28 i a les antigues fronteres entre Alemanya i Rússia», i a més es comprometia a «reconèixer les disposicions que les principals potències aliades i associats prenguessin relativament a aquests territoris, en especial pel que fa a la nacionalitat dels seus habitants». El 1920 quan entra en vigor oficialment el tractat de pau, el Territori de Memel passa a sota control de la Conferència d'Ambaixadors i sota administració francesa en mans d'un Alt Representant. Es van enviar tropes franceses per protegir aquesta entitat. Durant el període d'administració internacional i ocupació francesa, la idea d'un Estat independent de Memelland va créixer en popularitat entre els habitants locals. L'organització Deutsch-Litauischer Heimatbund (Federació Nostrada Germano-Lituana) va promoure la idea d'un Freistaat Memelland (Estat Lliure de Memelland), que posteriorment hauria de tornar dins Alemanya. Aquesta entitat aproximadament tenia 30 000 membres, tant ètnicament alemanys com lituans, el que representava gairebé un 21 % de la població.

### Adquisició lituana
El 9 de gener del 1923, tres anys després de l'entrada en vigor del Tractat de Versalles, Lituània ocupa el territori arran de l'anomenada revolta de Klaipėda amb l'ajut de milícies que van entrar des de Lituània. França al mateix temps havia iniciat l'ocupació del Ruhr a Alemanya, per la qual cosa l'administració francesa en Memel no va prendre cap mesura contrària als rebels. Finalment, el 19 de gener el territori és annexionat a Lituània. El fet consumat (fait accompli) va ser finalment confirmat pel Consell d'Ambaixadors el 1924.

### Regió autònoma dins de Lituània
El 8 de maig del 1934, una convenció signada entre la Conferència d'Ambaixadors i Lituània confirma la seva annexió però sota forma d'un govern autonòmic. En funció d'això, la regió tindria un parlament separat, dues llengües oficials, capacitat per augmentar els impostos locals, gravar impostos de duana, gestionar els seus assumptes culturals i religiosos, un sistema judicial separat, ciutadania separada, control forestal intern i agricultura, així com un sistema de seguretat social independent. El territori de Memel va ser reconegut com a part integral de la República de Lituània també per Alemanya el 29 de gener de 1928, on els dos països van signar el Tractat Fronterer Lituà-Germà.
L'annexió donava a Lituània el control d'un port al Bàltic lliure de gels durant tot l'any. Lituània va modernitzar i eixamplar el Port de Memel (Klaipėda) especialment per a les seves exportacions agrícoles. La reconstrucció del port va ser una de les majors inversions a llarg termini realitzades pel govern lituà durant el període d'entreguerres.
Als habitants de la regió no se'ls va donar l'opció a triar si volien formar part de Lituània o d'Alemanya. Els partits polítics pro-germans van obtenir una majoria de més del 80% en totes les eleccions al parlament local en el període d'entreguerres, la qual cosa dona una idea del sentir majoritari d'un hipotètic referèndum en favor d'Alemanya. De fet, la zona havia estat unida a Prússia des de l'Estat monàstic del segle xiii, i fins i tot els habitants lituanoparlants es referien a si mateixos com a prussians orientals i es declaraven Memellanders/Klaipėvaig donarškiai en els censos oficials (vegeu informació demogràfica més a baix) i no volien pertànyer a l'Estat nacional lituà. Des del punt de vista lituà, els Memellanders eren vists com a lituans germanitzats i que se'ls havia de relituanitzar per la força.
També existia un forta diferència confessional, ja que prop del 95% dels habitants de Lituània Menor eren luterans i més del 90% dels habitants de la Gran Lituània eren catòlics. Així, el govern de Lituània es va enfrontar amb considerable oposició per part de les institucions autonòmiques regionals. Amb el temps, van créixer les veus per a una reintegració amb Alemanya. Només en l'últim període Lituània va instituir una política de "lituanització". Això va ser rebut amb una forta oposició creixent. Les diferències religioses i regionals lentament convertien en insuperables.
Després del cop d'estat de desembre de 1926, Antanas Smetona va pujar al poder. Com que l'estatus del Territori de Memel estava regulat per tractats internacionals, el Territori de Memel es va convertir en un oasi de democràcia  a Lituània. La intel·liguèntsia lituana sovint realitzava matrimonis en Memel/Klaipėda, mentre que aquest territori era l'únic lloc a Lituània on estaven en ús les unions civils; a la resta de Lituània només estaven legitimats els matrimonis religiosos. Així, l'oposició al règim de Smetona també va tenir la seva base al Territori de Memel.
A inicis de la dècada de 1930, alguns líders i membres d'organitzacions pro-Nazis a la regió van ser jutjats a Lituània "per crims de terrorisme". Els processos de 1934-1935 de Neumann i Sass en Kaunas poden ser presentats com els primers judicis anti-Nazis d'Europa. Tres membres de l'organització van ser sentenciats a mort i els seus líders empresonats. En atenció a la pressió política i econòmica posterior d'Alemanya, la majoria van ser alliberats.

### Resultats de les eleccions al parlament local
El parlament local tenia 29 escons, un per cada 5.000 habitants. Homes i dones a partir de 23 anys tenien dret a vot.
Vegeu també els resultats de les eleccions de gener de 1919 al Nationalversammlung.
| Any                                 | MemelländischeLandwirtschaftspartei ("Partit agrícola") | MemelländischeVolkspartei ("Partit Popular") | SozialdemokratischePartei ("Partit Social Democràtic") | Arbeiterpartei (Partit dels Treballadors) | Partit Comunista | Uns altres            | Partit Popular Lituà        |
| ----------------------------------- | ------------------------------------------------------- | -------------------------------------------- | ------------------------------------------------------ | ----------------------------------------- | ---------------- | --------------------- | --------------------------- |
| 1925                                | 38.1%: 11 escons                                        | 36.9%: 11 escons                             | 16.0%: 5 escons                                        |                                           |                  | Altres 9.0%: 2 escons |                             |
| 1927                                | 33.6%: 10 escons                                        | 32.7%: 10 escons                             | 10.1%: 3 escons                                        |                                           | 7.2%: 2 escons   |                       | 13.6%: 4 escons             |
| 1930                                | 31.8%: 10 escons                                        | 27.6%: 8 escons                              | 13.8%: 4 escons                                        | 4.2%: 2 escons                            |                  |                       | 22.7%: 5 escons             |
| 1932                                | 37.1%: 11 escons                                        | 27.2%: 8 escons                              | 7.8%: 2 escons                                         | 8.2%: 3 escons                            |                  |                       | 19.7%: 5 escons             |
| Llista Electoral Alemanya Unificada | Llista Electoral Alemanya Unificada                     | Llista Electoral Alemanya Unificada          | Llista Electoral Alemanya Unificada                    | Llista Electoral Alemanya Unificada       |                  |                       | Partits de la Gran Lituània |
| 1935                                | 81.2%: 24 escons                                        | 81.2%: 24 escons                             | 81.2%: 24 escons                                       | 81.2%: 24 escons                          | 81.2%: 24 escons | 18.8%: 5 escons       | 18.8%: 5 escons             |
| 1938                                | 87.2%: 25 escons                                        | 87.2%: 25 escons                             | 87.2%: 25 escons                                       | 87.2%: 25 escons                          | 87.2%: 25 escons | 12.8%: 4 escons       | 12.8%: 4 escons             |

### Dades demogràfiques
Un cens lituà dut a terme a la regió va donar una població total de 141.000 habitants. L'ús de l'idioma segons els censats fou utilitzat com el criteri bàsic per classificar nacionalment els habitants del territori. D'acord a les dades facilitades pels seus habitants, resultà que el 43,5% eren alemanys, un 27,5% lituans i un 25,2% restant com a "Memelländisch". Altres fonts proporcionen una composició ètnica d'entreguerres de 41,9% alemanys, 27,1% Memelanders (Memellandish) i 26,6% lituans.
| Població       | Germànics | Memellandish | Lituans | uns altres | Religió                                 | Font |
| -------------- | --------- | ------------ | ------- | ---------- | --------------------------------------- | ---- |
| 141,645        | 41.9%     | 27.1%        | 26.6%   | 4.4%       | 95% Cristians evangèlics                |      |
| 141,645 (1930) | 45.2%     | 24.2% (1925) | 26.5%   | -          | Luteras evangèlics 95%, catòlics (1925) |      |

En general, els prussians lituans eren molt més rurals que els alemanys. La part dels habitants de la ciutat de Memel de parla lituana va augmentar amb el temps a causa de la urbanització i a la migració dels pobles cap a les ciutats, i també de la migració de la resta de Lituània (a la ciutat de Memel, la població lituanoparlant ascendia a 21,5% en 1912, 32,6% en 1925 i 38,7% en 1932). Els ciutadans estrangers podien incloure alguns alemanys, que van optar per la nacionalitat germana en lloc de la lituana. Existien més lituanoparlants en el nord de la regió (Klaipėdues apskritis i Šilutės apskritis) que en el sud (Pagėgių apskritis). Altres poblacions locals incloïen nacionalitats que tenien ciutadania lituana, com els jueus.
El 1926 arran d'un cop d'Estat Antanas Smetona pren el poder iniciant un règim autoritari. De cara al Territori de Memel això es traduí den una política de forta discriminació i forçada lituanizació. Els professors alemanys, els funcionaris i els sacerdots foren acomiadats de les seves feines. Els habitants locals -tant alemanys com lituano-prussians- foren totalment marginats i discriminats. Per exemple, no podien ser funcionaris de l'Estat lituà al territori. Els seus llocs de treball eren ocupats per funcionaris provinents de Kaunas, llavors capital de Lituània.
Fins al 1938 cap governador de la comunitat lituano-prussiana fou designat com a governador del Territori. Aquesta política va portar a la intel·liguèntsia prussiana lituana i a alguns alemanys locals a organitzar una societat en 1934 oposada al govern lituà. Aquest grup va ser promptament desmantellat.
Els resultats electorals del Territori de Memel van ser irritants  per a les autoritats del règim de Smetona, i es va intentar "colonitzar" el territori amb més lituans encara. Es van construir els assentaments lituans de Jakai i Smeltė. El nombre de benvinguts va augmentar: el 1926 eren uns 5.000; el 1939 ja eren de 30.000 persones.
Lituània va introduir una campanya radical de lituanització que va comportar un antagonisme encara més acusat entre els lituans prussians, els memelandesos, alemanys i nouvinguts.

### Heim ins Reich.Presa del control per part d'Alemanya
Quan el 17 de març del 1938 Polònia presenta un ultimàtum a Lituània al qual exigeix el restabliment de relacions diplomàtiques entre tots dos països, Alemanya declara que en cas de conflicte intervindria per recuperar el Territori de Memel. Una setmana després Alemanya presenta un memoràndum al qual exigia la llibertat d'acció per als activistes pro alemanys i la reducció de la influència lituana al territori. Finalment, un any després, el 23 de març de 1939, el ministre d'Afers exteriors alemany, Joachik Von Ribbentrop, presenta un ultimàtum verbal al seu homòleg lituà, Juozas Urbšys, tot exigint la cessió del territori al III Reich a canvi d'una Zona Franca lituana al port de Memel per un període de 99 anys, utilitzant les instal·lacions construïdes durant els anys anteriors.
El Regne Unit i França, seguint la política d'apaivagament que havien decidit el 1938, no reaccionaren. Sense esperar la resolució lituana Hittler es desplaçaca cap a Memel a bord d'un vaixell de la Kriegsmarine per arribar-hi de bon matí i celebrar la devolució del Territori al Reich (Heim ins Reich). Aquesta fou la darrera annexió pacífica realitzada per Hitler en la seva voluntat de revisar totalment les fronteres establertes pel Tractat de Versalles. Va ser en aquestes condicions que la Seimas, el parlament lituà, fou obligat a aprovar el tractat, tot esperant que Alemanya no efectués més demandes territorials.
La majoria de la població, tant alemanys com Memelanders, reberen de bon grat la seva annexió al III Reich.
En funció de l'acord d'annexió, es permeté als ciutadans del Territori de Memel triar la seva ciutadania, fos aquesta alemanya o lituana. Tres-centes tres persones, o comptant-hi també els seus familiars, unes 585 persones, van demanar obtenir la ciutadania lituana, encara que només se'ls hi va concedir a 20 individus. Un altre article facilitava que aquells ciutadans que s'havien instal·lat en el Territori entre 1923 i 1939 podien emigrar tranquil·lament. Uns 8.900 lituans ho van fer. Al mateix temps, els nazis van expulsar prop de 1.300 jueus (ciutadans de Memel i lituans) i a la vora de 40 prussians lituans.

## Política

### Governadors
Alts Comissionats
- Dominique Joseph Odry, França (15 Febrer 1920 – 1 Maig 1921)
- Jean Gabriel Petisné, França (1 Maig 1921 – 19 Febrer 1923)

Plenipotenciaris
- Jonas Polovinskas-Budrys, Lituània (19 Febrer 1923 – 24 Febrer 1923)
- Antanas Smetona, Lituània (24 Febrer 1923 – 27 Octubre 1924)

Governadors
- Jonas Polovinskas-Budrys (27 Octubre 1924 – 8 Novembre 1925)
- Jonas Žilius (8 Novembre 1925 – 1 Agost 1926)
- Karolis Žalkauskas (1 Agost 1926 – 1 Novembre 1927)
- Antanas Merkys (1 Novembre 1927 – 19 Maig 1932)
- Vytautas Jonas Gylys (19 Maig 1932 – 25 Novembre 1933)
- Jonas Navakas (25 Novembre 1933 – 5 Febrer 1935)
- Vladas Kurkauskas (5 Febrer 1935 – 15 Octubre 1936)
- Jurgis Kubilius (15 Octubre 1936 – 12 Desembre 1938)
- Viktoras Gailius (12 Desembre 1938 – 22 Març 1939)

Comissionat especial per a la Integració de Memeland al III Reich
- Erich Koch (23 Març 1939 – 30 Abril 1939)

### Directori
Article principal: Directori del Territori de Memel

### II Guerra Mundial i posteriorment
Quan la zona va ser retornada a control alemany en 1939 sota l'Alemanya Nazi, molts lituans i les seves organitzacions van començar a anar-se'n de Memel i els seus voltants. Memel fou ràpidament convertida en una base naval fortificada alemanya. Després del fracàs de la invasió alemanya de la URSS (Operació Barbarroja), el destí de Prússia Oriental i Memel va quedar segellat. L'octubre de 1944 els habitants de l'àrea, sense distinció ètnica, havien de prendre la decisió de romandre o anar-se'n. Gairebé la totalitat de la població va ser evacuada davant l'aproximació de l'Exèrcit Roig, però la ciutat en si mateixa va ser defensada per l'exèrcit alemany durant la batalla de Memel fins al 28 de gener de 1945. Després de la seva captura tan sols quedaven sis persones a la ciutat.
Al final de la guerra, la majoria dels habitants havien fugit a l'Oest per establir-se a Alemanya. Entre 1945 i 1946 hi havia al voltant de 35.000☃☃ habitants locals, tant lituans prussians com a alemanys. El govern de l'RSS lituana va enviar agitadors als camps de desplaçats per fer promeses als antics pobladors que podien tornar a les seves llars i que les seves propietats els serien retornades, però les promeses mai van ser complertes. En el període de 1945 a 1950 prop de 8.000 persones van ser repatriades. Els ciutadans bilingües lituà-alemanys que van tornar van ser vists com a alemanys i discriminats per això fins pels mateixos lituans que havien acabat acceptant a ulls clucs la implantació soviètica a Lituània.tica.
Al final de la guerra, la majoria dels habitants havien fugit a l'Oest per establir-se a Alemanya. Entre 1945 i 1946 hi havia al voltant de 35.000 habitants locals, tant lituans prussians com a alemanys. El govern de l'RSS lituana va enviar agitadors als camps de desplaçats per fer promeses als antics pobladors que podien tornar a les seves llars i que les seves propietats els serien retornades, però les promeses mai van ser complertes. En el període de 1945 a 1950 prop de 8.000 persones van ser repatriades. Els ciutadans bilingües lituà-alemanys que van tornar van ser vists com a alemanys i discriminats per això fins pels mateixos lituans que havien acabat acceptant a ulls clucs la implantació soviètica a Lituània.
Els pocs alemanys ètnics que van romandre van ser totalment discriminats i forçosament expulsats, i la majoria d'ells van optar per fugir en el que poc temps després esdevindria l'Alemanya Occidental. La població autòctona que va romandre a l'anterior Territori de Memel va ser expulsada dels seus llocs de treball.. Famílies i notables lituans locals, que s'havien oposat als partits alemanys abans de la guerra, com a traïdors del seu propi poble, van ser deportats a Sibèria. En 1951 l'RSS de Lituània va expulsar a 3.500 persones de l'anterior Territori de Memel a l'Alemanya Oriental. En 1958, quan es permeté l'emigració, la majoria de la població supervivent, tant  punt alemanys com a lituans prussians, es traslladaren a l'Alemanya Occidental; aquest fet va ser denominat una repatriació d'alemanys per l'RSS de Lituània. Avui dia, aquests territoris anteriorment luteranos estan habitats per lituans que són catòlics i per ortodoxos russos. No obstant això, una minoria protestant prussiana lituana encara roman a la regió. Només uns pocs milers d'habitants autòctons romanen. La seva emigració continuada ha estat facilitada pel fet que són considerats ciutadans alemanys per la República Federal d'Alemanya. No es va realitzar cap restauració de les propietats per la República de Lituània per als propietaris anteriors a 1945, sentint-se molts d'ells traïts per la seva pròpia pàtria i les seves gents.
L'antic Territori de Memel continua essent una àrea geogràfica de gran interès econòmic per a Lituània, tant per ser un dels principals ports de la Mar Bàltica com per la seva producció industrial i agrícola.